# Gobius xanthocephalus
Gobius xanthocephalus är en fiskart som beskrevs av Armin Heymer och Zander 1992. Gobius xanthocephalus ingår i släktet Gobius och familjen smörbultsfiskar. IUCN kategoriserar arten globalt som livskraftig. Inga underarter finns listade i Catalogue of Life.